# 狒狒巴拉姆希阿米巴
狒狒巴拉姆希阿米巴（Balamuthia mandrillaris）是一种变形体，會引起中枢神经系统疾病。 1986年，人們在聖地牙哥當地的一家野生動物園內一只死去的山魈的脑中首次发现狒狒巴拉姆希阿米巴。 狒狒巴拉姆希阿米巴會通过人的开放性伤口感染人体，人也會通過吸入的方式感染狒狒巴拉姆希阿米巴。 